# Center for Energy Research
Le Center for Energy Research (anciennement Energy Center) est un centre de recherche sur les énergies de l'université de Californie à San Diego. Il a été créé par Stanford Penner en 1974 à partir d'une unité de recherches que celui-ci dirigeait depuis 1972,. Les principaux domaines couverts sont l'énergie de fusion, les énergies renouvelables, les piles à combustible et le stockage de l'énergie.
Il collabore avec les grands laboratoires nationaux : Laboratoire national de Los Alamos, Laboratoire national Lawrence Livermore, Laboratoire national d'Oak Ridge, Laboratoire de physique des plasmas de Princeton, Laboratoires Sandia,.

## Directeurs
Le centre a été dirigé depuis sa création par :
- 1974 - 1990 : Stanford Penner ;
- 1990 - 2006: Forman Williams ;
- 2006 - 2015: Farrokh Najmabadi ;
- 2015 - 2019 : Farhat Beg (en) ;
- 2019  -     : Jan Kleissl